# Flunitrazolam
Flunitrazolam – organiczny związek chemiczny z grupy 1,4-benzodiazepin, strukturalnie podobny do innych związków z tej grupy, m.in. flunitrazepamu. Nie ma zastosowań medycznych, jednak wykorzystywany jest w celach pozamedycznych jako tzw. dopalacz.
Został po raz pierwszy otrzymany w latach 60. XX wieku, jednak z nieznanych przyczyn nie znalazł zastosowania medycznego. Zainteresowanie naukowe tym związkiem pojawiło się dopiero po 2016 roku, gdy zaczął on być wykrywany jako substancja psychoaktywna. Nie istnieją wiarygodne badania dotyczące dokładnego działania i toksyczności flunitrazolamu, jednak przyjmuje się, że będą one podobne do znacznie lepiej poznanych leków benzodiazepinowych, choć prawdopodobnie flunitrazolam wykazuje większe od nich powinowactwo do receptora benzodiazepinowego.

## Status prawny
Flunitrazolam został po raz pierwszy zgłoszony do Europejskiego Centrum Monitorowania Narkotyków i Narkomanii w 2016 roku. W Polsce został objęty kontrolą jako nowa substancja psychoaktywna w 2021 roku.